# Orthopelma superbum
Orthopelma superbum là một loài tò vò trong họ Ichneumonidae.